# Dreams of a Cryotank
Dreams of a Cryotank è il primo album in studio del gruppo musicale futurepop svedese Covenant, pubblicato nel 1994.

## Tracce
1. Theremin – 4:22
2. Replicant – 4:01
3. Shipwreck – 4:46
4. Void – 4:34
5. Hardware Requiem – 4:45
6. Shelter – 4:10
7. Wasteland – 3:50
8. Voices – 4:35
9. Edge of Dawn (Mix) – 4:32
10. Speed – 5:16
11. Cryotank Expansion: Dawn/Noon/Dusk/Night – 25:46
12. Theremin (Club Edit) – 4:31

## Formazione
- Eskil Simonsson - voce, sintetizzatori
- Joakim Montelius - sintetizzatori, cori
- Clas Nachmanson - sintetizzatori, cori